# Jan Peters (Fußballspieler, 1954)
 Johannes Wilhelmus „Jan“ Peters (* 18. August 1954 in Groesbeek, heute zu Berg en Dal, Gelderland) ist ein ehemaliger niederländischer Fußballspieler.

## Sportlicher Werdegang

### Vereinskarriere
Peters begann seine Karriere als Profi-Fußballer 1971 bei NEC Nijmegen. 1977 wechselte er zu AZ Alkmaar. Dort wurde er 1981 niederländischer Meister und dreimal Pokalsieger. 1982 wurde er zum italienischen Verein FC Genua in die Serie A transferiert. Von dort wechselte er 1985 für eine Saison zu Atalanta Bergamo. 1986 kehrte er zu NEC Nijmegen zurück, wo er 1988 seine professionelle Karriere beendete. Danach spielte er bis zum Abschluss seiner aktiven Laufbahn noch zwei Jahre für den Amateurverein De Treffers.

### Nationalmannschaftslaufbahn
Zwischen 1974 und 1982 spielte er 31 Mal für die Niederlande und erzielte dabei vier Tore. Bei der Europameisterschaft 1976 in Jugoslawien stand er im niederländischen Aufgebot und kam im Spiel um Platz 3 zum Einsatz.

### Trainerkarriere
Nach dem Ende der aktiven Laufbahn war Peters Trainer im Amateurbereich und betreute VV SJN sowie De Treffers, mit der Mannschaft gewann er 1998 die Meisterschaft in der Vierde Divisie. Anschließend übernahm er die Reservemannschaft von TOP Oss und rückte im Frühjahr 1999 nach der Entlassung von Lex Schoenmaker zum Interimstrainer in der zweiten Liga auf, ehe Jan Versleijen neuer Cheftrainer wurde. Später kehrte er nochmals als Trainer zu De Treffers zurück.

## Erfolge
- Niederländischer Meister (1981)
- Niederländischer Pokalsieger (1978, 1981, 1982)